# Liten husfluga
Liten husfluga (Fannia canicularis), även takdansfluga, är något mindre (3,5–6 millimeter) än den vanliga husflugan.